# Partido Somos Región Colombia
El Partido Somos Región Colombia fue un partido político que recuperó su personería jurídica proveniente del desaparecido movimiento Alas Equipo Colombia, el cual fue un partido político colombiano de centroderecha, nacido de la fusión de dos partidos políticos colombianos: ALAS, fundado por el hoy detenido Álvaro Araújo Castro, y Equipo Colombia, que se presentaron a las elecciones legislativas de marzo de 2006 con una lista única. Hizo parte de la coalición de partidos que han apoyado al gobierno de Álvaro Uribe Vélez. La alianza de los dos partidos terminó en septiembre de 2009 luego de acordarse su disolución, ALAS conservó su personería jurídica mientras que los miembros de Equipo Colombia se unieron al Partido Conservador Colombiano. ALAS, sin embargo, no obtuvo la cantidad de votos necesarios en las Elecciones Legislativas de 2010 para mantener su personería jurídica. Sin embargo, en el año 2017 le devuelven su personería jurídica convirtiéndose en el Partido Somos Región Colombia.
Desde el primer semestre de 2018, junto con los partidos: Centro Democrático, Colombia Justa Libres, y MIRA, hace parte de la Gran Alianza por Colombia para elegir al senador Iván Duque Márquez como presidente de Colombia.

## Historia

### ALAS
ALAS (Alternativa Liberal de Avanzada Social) era un movimiento nacido a fines de la década de los noventa, como agrupación al interior del Partido Liberal, circunscrito al departamento del Cesar y cuyo líder y fundador, Álvaro Araújo Castro, ocupaba una curul en la Cámara de Representantes por este departamento. En las elecciones de 2002, Araujo fue elegido al Senado, y en 2003, Hernando Molina Araújo también implicado en parapolítica y suspendido del cargo, a nombre del Partido Liberal, pero con el respaldo de ALAS, alcanzó la gobernación del Cesar. ALAS decidió separarse del Partido Liberal para respaldar el gobierno del Presidente Uribe e inició en 2005 un proceso de fusión con las fuerzas políticas de los senadores Elmer Arenas y Leonor Serrano de Camargo, proceso que resultó infructuoso ya que estos adhirieron al Partido de la U, no obstante en 2007 Leonor Serrano se unió a Alas Equipo Colombia para aspirar a la Alcaldía Mayor de Bogotá para el periodo 2008-2011 ya que el Partido de la U no le concedió el aval.

### Equipo Colombia
Equipo Colombia  era un movimiento político fundado por el exalcalde de Medellín y exministro Luis Alfredo Ramos a mediados de los ochenta, y al interior del Partido Conservador, para hacer contrapeso al otro movimiento conservador de Antioquia, la Fuerza Progresista del Coraje. Tras tener una discreta participación a nivel nacional (con el solitario escaño senatorial de Gabriel Zapata Correa entre 1994 y 2002, quien siempre actuó junto al resto del Partido Conservador), en las elecciones de 2002 Ramos decidió encabezar una lista al Senado y obtuvo más de 230.000 votos y tres curules, a las que suma la del senador del Huila Jaime Bravo. En 2003 incursionó con éxito en Bogotá obteniendo tres escaños en el Concejo Distrital. En 2004, Equipo Colombia se retira del Partido Conservador para emprender en solitario su camino a las legislativas.

### Fusión
El 14 de diciembre de 2005 se formalizó la fusión entre el Partido ALAS y el Movimiento Equipo Colombia, dando origen al Movimiento Alas Equipo Colombia. El presidente de la agrupación es Ramos, y el jefe de la bancada parlamentaria era el exsenador Álvaro Araújo. El nuevo partido, definido como uribista, dice diferenciarse de los otros partidos políticos colombianos por su extracción puramente regional. 
En las elecciones legislativas de 2006, el movimiento obtuvo cinco curules en el Senado y varias más en la Cámara de Representantes.

### Partido Somos Región Colombia
El Consejo de Estado, en el año 2013, mediante auto notificado el 13 de julio de ese mismo año,  suspende provisionalmente la decisión que en el año 2010 había decretado el Consejo Nacional Electoral de pérdida de personería jurídica.  A la fecha, septiembre de 2019, no se ha producido decisión de fondo sobre la pérdida de personería jurídica por esta razón. En las elecciones presidenciales y de congreso del año 2018, el Partido no alcanzó el umbral para mantener su personería jurídica.
Somos tiene como candidata presidencial, Viviane Morales, y su fórmula vicepresidencial es Jorge Leyva Durán.

## Controversia
A finales del año 2006, el entonces senador Álvaro Araújo Castro, que era jefe del Partido en el parlamento, fue llamado a declarar dentro de una investigación por presuntos nexos con el paramilitarismo. El senador Araújo reconoció que estuvo presente en una fiesta donde también participó el jefe paramilitar "Jorge 40", pero negó cualquier otro vínculo con el paramilitarismo.  Varios sectores criticaron al senador, exigiendo que se retire del congreso y enfrente las acusaciones en su contra. Fue retenido el 15 de febrero de 2007 por orden de la corte suprema de justicia. Su curul es ocupada ahora por el senador Antonio Valencia Duque (Político del Departamento de Antioquia y aliado de Luis Alfredo Ramos Botero, quien actualmente es investigado por vínculos con paramilitares). Renunció a su cargo en el congreso el 27 de marzo de 2007 con el fin de ser investigado por la Fiscalía y no por la Corte Suprema de Justicia. Araújo enfrenta cargos de concierto para delinquir y secuestro extorsivo por la posible participación en el plagio de su contendor Elías Ochoa Daza en las elecciones de 2005, hecho por el cual podría enfrentar hasta 40 años de prisión.